# Bamendaapalis
Bamendaapalis (Apalis bamendae) är en fågel i familjen cistikolor inom ordningen tättingar.

## Utseende och läte
Bamendaapalis är en slank och enfärgad sotgrå apalis med röda ögon och beigebrunt på panna och strupe. Ungfågeln är ljusare än den adulta, med smutsigt gräddvitt på buken. Bland lätena hörs monotona "dleep-dleep-dleep" och snärtande tretonigt "tee-twi-dip, tee-twi-dip, tee-twi-dip".

## Utbredning och systematik
Fågeln förekommer i bergsskogar i västra Kamerun på Adamawaplatån. Den behandlas som monotypisk, det vill säga att den inte delas in i några underarter.

### Familjetillhörighet
Cistikolorna behandlades tidigare som en del av den stora familjen sångare (Sylviidae). Genetiska studier har dock visat att sångarna inte är varandras närmaste släktingar. Istället är de en del av en klad som även omfattar timalior, lärkor, bulbyler, stjärtmesar och svalor. Idag delas därför Sylviidae upp i ett antal familjer, däribland Cisticolidae.

## Levnadssätt
Bamendaapalis är stannfågel i både ursprunglig och delvis degraderad skog på mellan 700 och 2000 meters höjd. Den ses i trädtaket och i skogens mellersta skikt. 

## Status
Arten har ett begränsat utbredningsområde, men beståndet anses vara stabilt. IUCN kategoriserar arten som livskraftig.

## Namn
Bamenda är namnet på en högplatå i Kamerun där arten förekommer.